# Georges Roditi
 (juin 2018).
Si vous disposez d'ouvrages ou d'articles de référence ou si vous connaissez des sites web de qualité traitant du thème abordé ici, merci de compléter l'article en donnant les références utiles à sa vérifiabilité et en les liant à la section « Notes et références ».
Pour les articles homonymes, voir Roditi.
Georges Roditi est un écrivain et homme de lettres français, né le 15 novembre 1906 à Paris et mort le 30 octobre 1999 à Précy-sur-Oise. Il est le cousin d’Édouard Roditi.

## Biographie
D’une famille de juifs stambouliotes très francisés depuis plus d’un siècle, Georges Roditi fut lauréat du Concours général (dissertation de français). Il débute en littérature dans la revue Commerce (1931) sous les auspices de Valery Larbaud, Paul Valéry, Léon-Paul Fargue, par des poèmes assez proches de Jules Supervielle et d’Oscar Milosz.
Il fonde en 1934 L'Homme nouveau, une revue qui tente de définir une pensée neuve au-delà du socialisme. Les principaux collaborateurs en sont : Pierre Andreu, Jean Coutrot, Armand Hoog, Pierre Bertaux (grand germaniste, super-préfet de Toulouse à la Libération), Georges Izard, Drieu la Rochelle, Louis Vallon (futur collaborateur du général de Gaulle), Paul Marion (futur ministre du maréchal Pétain), etc. La revue ne dépasse pas 200 abonnés et Roditi se ruine.
Il avait publié en 1935 dans L'Homme nouveau un article prophétique : De Vauvenargues à Charles de Gaulle (ce dernier alors presque inconnu). Le Front populaire démode la revue, qui ne correspond pas à l’esprit public. Il collabore avec Jules Romains pour le Plan du 9 juillet.
En mai 1935, Georges Roditi est le fondateur, avec le ministre italien Giuseppe Bottai, du « Congrès de Rome » qui tente un rapprochement des intellectuels socialistes et fascistes. C’est un nouvel échec malgré la présence d’Emmanuel Mounier.
De 1940 à 1944, il vit à Vichy, comme bibliothécaire du ministère de l’Information. Mais cette compromission lui nuit beaucoup. Il collabore à l’Echo des Étudiants (vichyssois modéré). Cependant, après la Libération, il joue un rôle important chez l’éditeur Amiot Dumont, puis devient directeur littéraire chez Plon, publiant beaucoup de bons auteurs.
À partir de 1975, il publie neuf éditions (chaque fois modifiées) de l’Esprit de perfection.
Il possédait la maison où mourut le célèbre poète et romancier symboliste Édouard Dujardin (1861–1949), 21 rue Singer (16e arrondissement de Paris), et la vendit par appartements pour éditer ce livre.